# Ónix

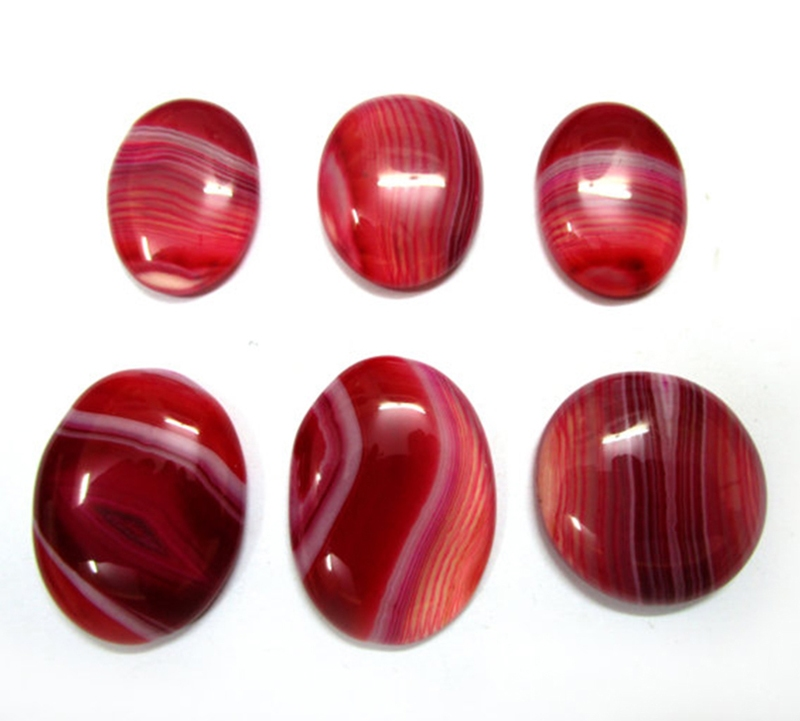
Ónix rojo.

El ónix u ónice (del griego onyx, ‘uña’) es un mineral de la clase 4 (óxidos); según la clasificación de Strunz es considerado como piedra semipreciosa, aunque según la Asociación Mineralógica Internacional no es aceptado como mineral sino como una variedad de ágata o calcedonia. Está compuesto de sílice (óxido de silicio, SiO2).

## Usos

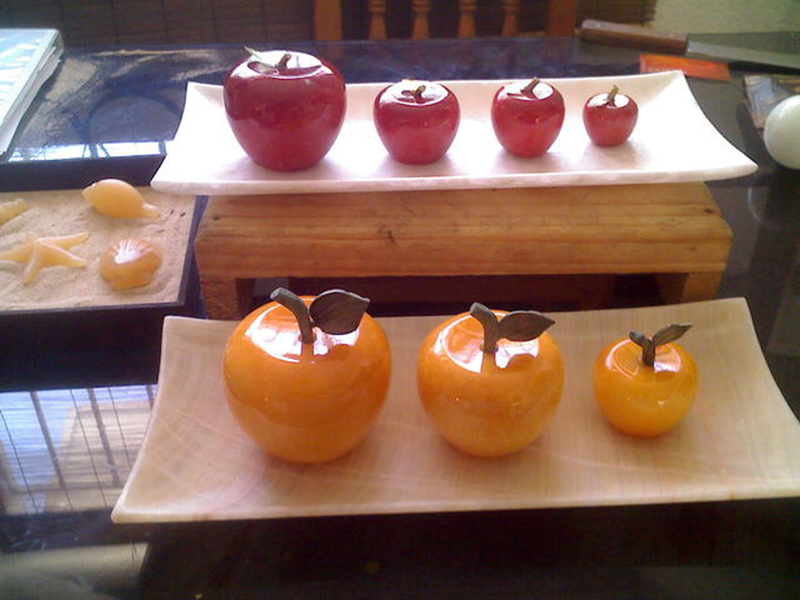
Artesanía en ónix color rojo y amarillo

Se utiliza principalmente en  joyería y artículos de decoración, debido al atractivo de sus tonalidades verdosas y por la calidad de su pulido. Uno de estos usos es la fabricación de camafeos.

## Variedades
Existen diversas variedades del ónix:
- Ónix verde: de tonos translúcidos y tonalidades verdes, la oscura es la tonalidad más preciada. Suele tener venillas de color castaño.
- Ónix San Martín: opaco, de colores castaños y rojizos. Presenta bandas de diferentes intensidades, y su extrema dureza permite un pulido perfecto.
- Onixtin: ónix que tiene materiales de ambas variedades.
- Aragonita: de color blanquecino o grisáceo, donde las fibras son más gruesas que en las variedades anteriores.
- Sardonyx: una variante en la que las bandas de colores son sardos (tonos de rojo) en lugar de negras.
- Ónix negro: quizás la variedad más famosa, pero no es tan común como el ónix con bandas de colores. Los tratamientos artificiales se han utilizado desde la antigüedad para producir tanto el color negro en el "ónix negro" como los rojos y amarillos en el sardónice. La mayor parte del "ónix negro" del mercado está coloreado artificialmente aunque puede en especiales casos ser una onix negra original.

## Formación y yacimientos
Tiene un origen volcánico, originada por la acumulación de gases volcánicos. El mayor productor mundial de ónix es México, donde también se encuentra el yacimiento más grande de América, en la Comarca Lagunera (estado de Durango).[cita requerida] Los otros grandes productores de ónix son: Argentina, Brasil, China, Irán, Pakistán y Turquía.

## Uso histórico
Tiene una larga historia de uso para tallar piedras duras y joyería, donde generalmente se corta como cabujón o en cuentas. También se ha utilizado para gemas grabadas en calcografía y camafeo de piedra dura , donde las bandas hacen que la imagen contraste con el suelo.  Parte del ónix es natural, pero gran parte del material comercializado se produce mediante teñido de ágata. 
Se utilizaba en Egipto ya en la Segunda Dinastía para fabricar cuencos y otros artículos de cerámica.  El uso de sardónice aparece en el arte de la Creta minoica , especialmente en las recuperaciones arqueológicas de Knossos . 
El ónice verde brasileño se utilizaba a menudo como pedestal para esculturas art déco creadas en las décadas de 1920 y 1930. El escultor alemán Ferdinand Preiss utilizó ónix verde brasileño como base en la mayoría de sus esculturas criselefantinas.  El ónix verde también se utilizó para bandejas y platos para alfileres, producidos principalmente en Austria, a menudo con pequeños animales o figuras de bronce adjuntos.
Es mencionado en la Biblia muchas veces. El sardónice (ónice en el que se alternan capas blancas con sardo, un color marrón) también se menciona en la Biblia. 
También era conocido por los antiguos griegos y romanos. El naturalista del siglo I Plinio el Viejo lo describió tanto en sus tipos, y varias técnicas de tratamiento artificial en su Naturalis Historia.
Mies van der Rohe utilizó losas de ónice (de la Cordillera del Atlas) en Villa Tugendhat en Brno (terminada en 1930) para crear una pared interior brillante y semitranslúcida.
El Hôtel de la Païva en París se destaca por su decoración de ónice amarillo, y el nuevo segundo escenario del Teatro Mariinski en San Petersburgo utiliza ónice amarillo en el vestíbulo.

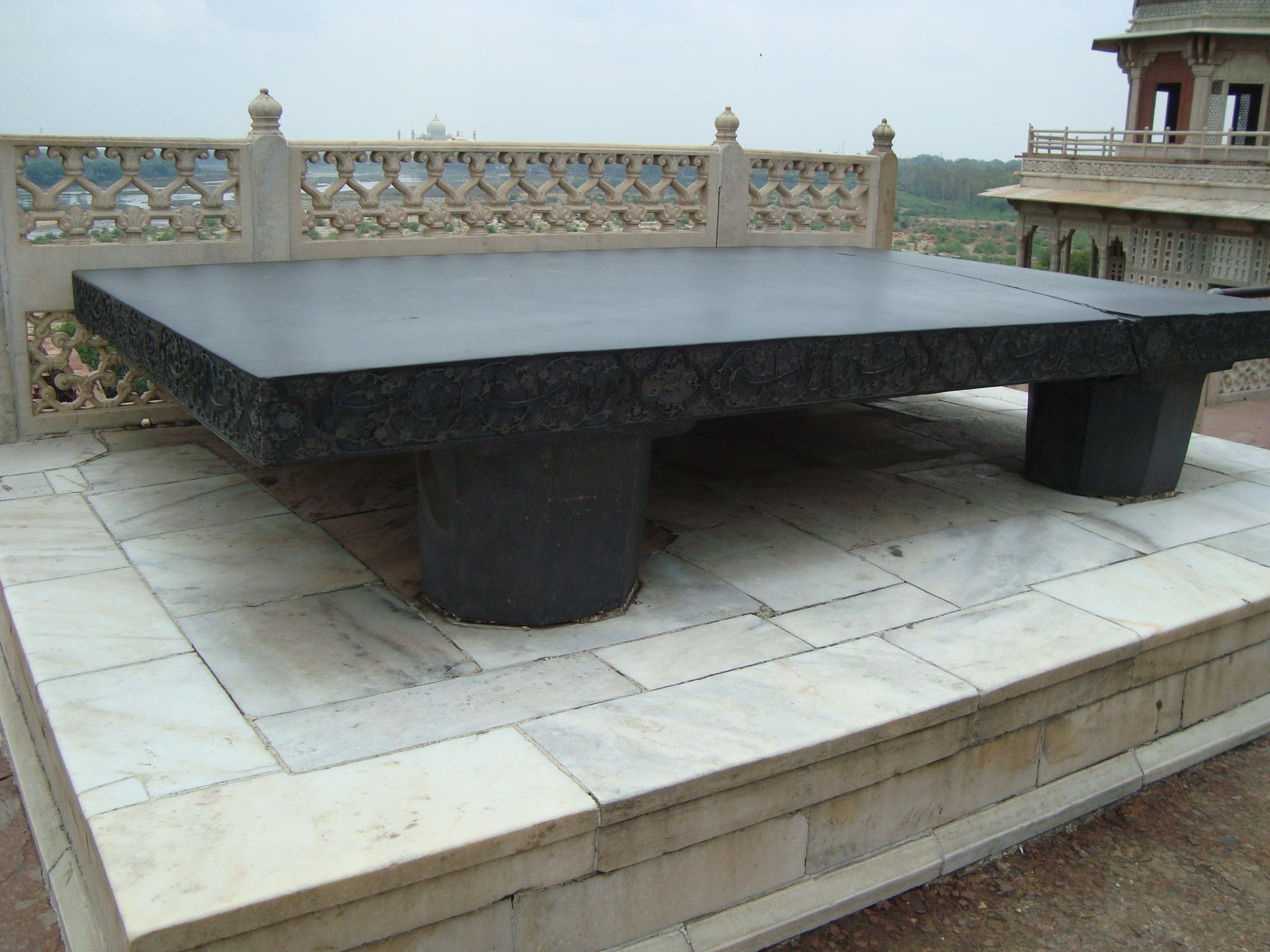
Trono de Jahangir

El Trono de Jahangir (urdu: Takht-i-Jahangir ) estaba hecho de ónice negro. Fue construido por el emperador mogol Jahangir en 1602 y está ubicado en el Diwan-i-Khas (sala de audiencia privada) en el Fuerte de Agra, Uttar Pradesh, India.

#### Superstición
Los antiguos romanos entraban en batalla portando amuletos de sardónice grabados con Marte, el dios de la guerra. Se creía que esto otorgaba valor en la batalla. En la Europa del Renacimiento, se creía que llevar sardónice otorgaba elocuencia.  Una creencia tradicional persa es que ayudaba con la epilepsia.  Las parteras inglesas utilizaban tradicionalmente sardónice para facilitar el parto colocándolo entre los pechos de la madre. 

## Galería de imágenes

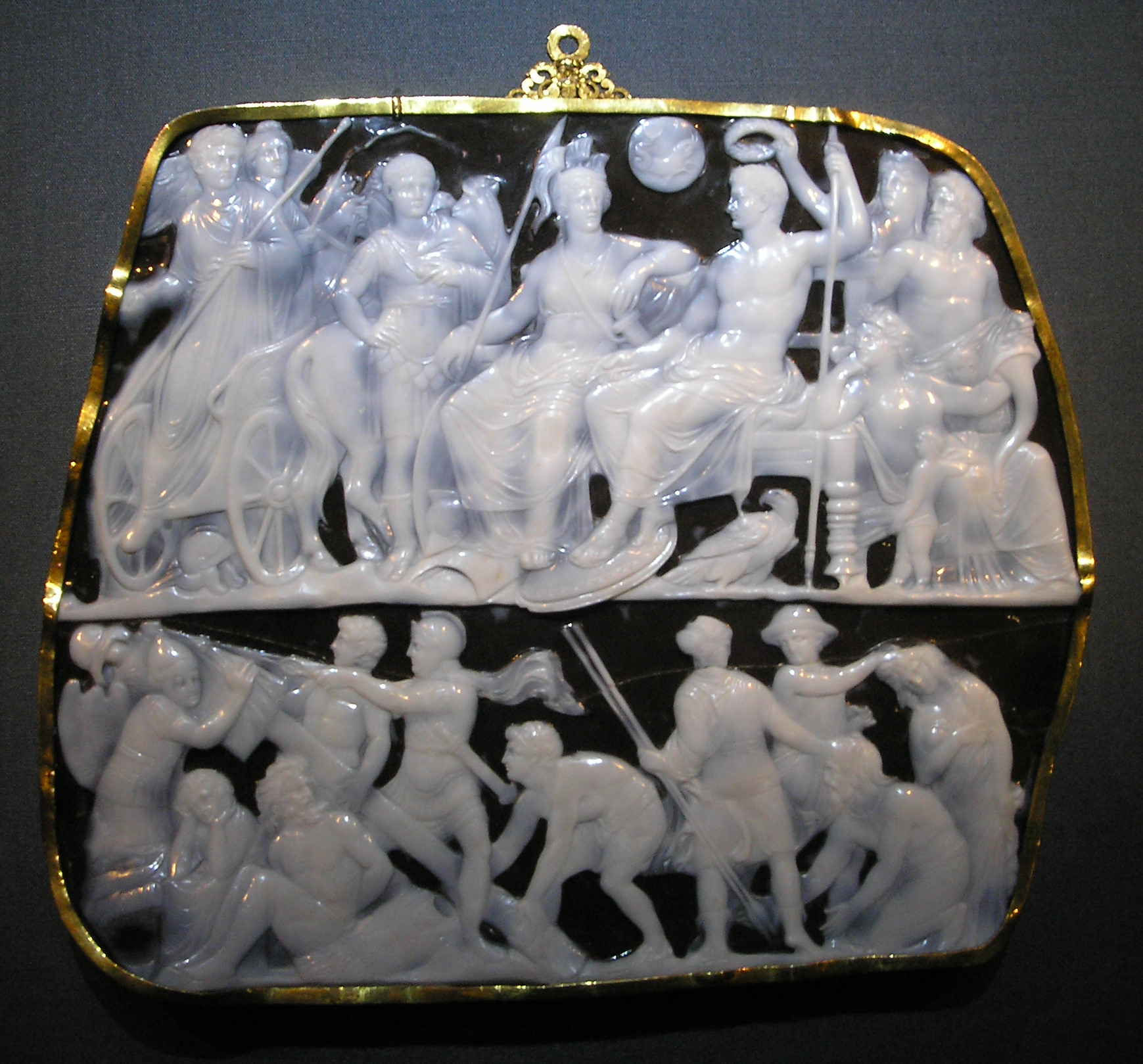
Gema augustea, camafeo romano.
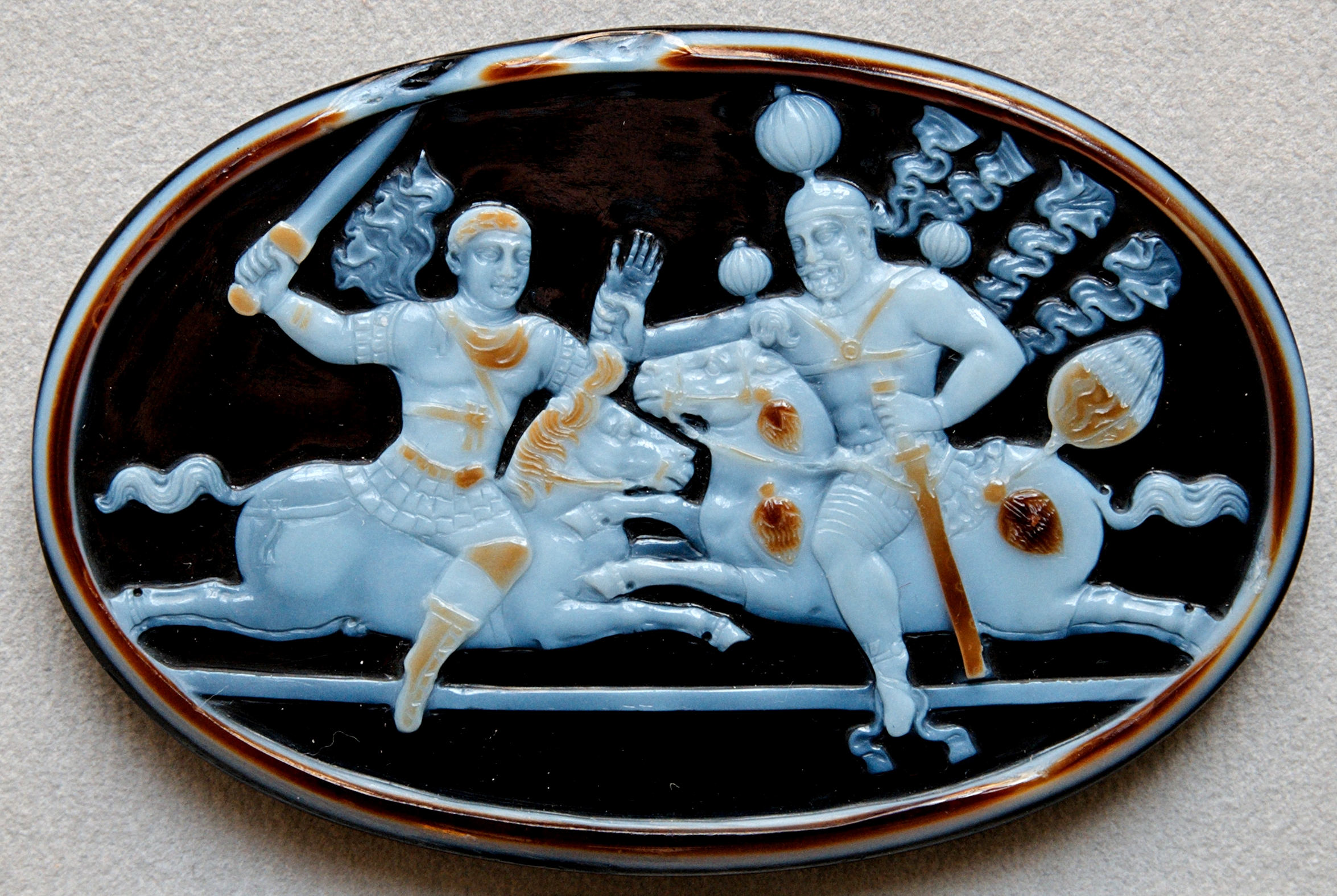
Camafeo de Sapor I capturando a Valeriano.